# Bằng cấp giả tại Việt Nam
Bằng cấp giả tại Việt Nam là việc sử dụng công nghệ làm giả giấy tờ, chứng chỉ, văn bằng có dấu đỏ, in phôi giống hệt như thật so với giấy tờ, văn bằng, chứng chỉ thật mà một cơ sở, tổ chức, trường học cấp khi một cá nhân hoàn thành khóa học tốt nghiệp. Một cá nhân không phải đi học, tự nhận là đã học, vì nhiều mục đích cá nhân mà sử dụng tiền để mua bằng giả bằng nhiều hình thức (Sơ cấp, THPT, Trung cấp, Cao đẳng, Đại học, Thạc sĩ, Tiến sĩ) từ một cá nhân, tổ chức hoặc đường dây chuyên làm bằng giả cung cấp.

## Lịch sử
Năm 2014, một đơn vị nhà nước đã gửi công văn đề nghị Trường ĐH Hùng Vương Thành phố Hồ Chí Minh xác minh văn bằng của hàng chục người có bằng tốt nghiệp của trường này. Kết quả xác minh có nhiều bằng là bằng giả.
Tháng 1 năm 2015, Công an tỉnh Bình Dương triệt phá một đường dây làm giả giấy tờ quy mô lớn.

## Đặc điểm chung
Các tổ chức làm bằng giả chỉ bán cho những người lạ dưới hình thức rao bán trên mạng, qua thông tin trên các diễn đàn, mạng xã hội. Những người sử dụng bằng giả đều hiểu rằng đây là những tấm bằng giả mà rất thật, bởi khi mang ra công chứng ở UBND phường thì hầu như không bị phát hiện.
Khi xã hội tồn tại bằng cấp, danh hiệu, giải thưởng thì sẽ có không ít người dùng mọi cách để có được hư danh. Thêm vào đó, nhiều nhà tuyển dụng còn quá thiên về bằng cấp, họ đòi hỏi bằng cấp này, chứng chỉ kia mới tuyển dụng nên người ta phải "chạy" bằng giả. Những người dùng bằng giả hoặc bằng thật trình độ giả không vào doanh nghiệp tư nhân, doanh nghiệp có vốn nước ngoài.
Tình trạng làm giả bằng cấp, tài liệu có xu hướng gia tăng. Những đường dây làm giả thường được tổ chức hết sức tinh vi với công đoạn khép kín thông qua nhiều chân rết và những đại lý khác nhau. Và đặc biệt cách thức làm bằng giả có thể được thực hiện khá dễ dàng.

## Nguyên nhân
Nguyên nhân học thật bằng giả đương nhiên là do giáo dục. Nhưng nguyên nhân sâu xa là do tuyển dụng và sử dụng lao động. Nếu tuyển dụng và sử dụng lao động đúng năng lực thì người học phải học khác và thi kiểu khác. Tuyển dụng và sử dụng như thế nào người học sẽ học và người dạy sẽ dạy như thế
Về nhu cầu dùng bằng giả, có hai nguyên nhân. Thứ nhất là bệnh háo danh của một bộ phận người trong xã hội. Không học, nhưng muốn có bằng cấp cao để lòe người, sỹ diện với người. Và thứ hai, quan trọng hơn, là để mưu sinh, để tiến thân một cách dễ dàng hơn, thuận lợi hơn. Do các cơ quan của chúng ta khi tuyển dụng, đã quá chú trọng đến bằng cấp, thậm chí chỉ căn cứ vào bằng cấp mà không so sánh giữa người có bằng cấp ấy với năng lực thực của người ấy
Một điều nữa khiến nạn dùng bằng giả hoành hành, trở thành một vấn nạn trong xã hội, là thái độ xử lý của chúng ta, khi phát hiện cán bộ, công chức viên chức dùng bằng giả, không nghiêm Việc xử lý các đối tượng sử dụng bằng giả, bằng rởm chưa kiên quyết. Với các cơ quan, khi phát hiện cán bộ, nhân viên sử dụng bằng giả vẫn chỉ dừng lại ở việc xử lý kỷ luật cảnh cáo, cao nhất là thôi việc
Nhiều nơi, nhất là trong các cơ quan nhà nước quá đặt nặng tiêu chuẩn bằng cấp trong việc xét tuyển dụng, tăng lương, thăng chức, nhưng lại thiếu biện pháp kiểm tra, đánh giá thực chất. Bằng cấp và thực tài không phải lúc nào cũng đồng nhất tỉ lệ thuận. Nhiều địa phương vừa qua đã tích cực ban hành chính sách thu hút nhân tài nhưng vì quá đặt nặng tiêu chí bằng cấp học vị, học hàm nên nhiều khi không đạt được mục đích là thu hút nhân tài đích thực! Do quá đặt nặng tiêu chí bằng cấp, nên trong xã hội xuất hiện tình trạng bằng mọi cách chạy cho được bằng cấp này nọ không qua thực học, thực tài.

## Hoạt động

### Công nghệ làm bằng giả
Để làm bằng giả, trước tiên phải có phôi bằng, tức là những bằng khống được in sẵn, chưa có dấu, hoặc có cơ sở in lưới mạo hiểm hơn còn in sẵn dấu vào bằng. Ngoài việc thiết kế, chất lượng in ấn ngày càng được cải thiện nhờ máy móc hiện đại thì vấn đề quan trọng phải tính đến chính là phôi bằng. Ngoài dấu thuê khắc, các chuyên gia còn có kiểu trổ dấu qua một lớp giấy nến, rồi dùng kỹ thuật trổ, chấm qua giấy xuống bản chính để tạo ấn tượng như thật. Với loại dấu nổi, dấu giáp lai thì có cách khác. Cuối cùng, họ mang ép vào bìa nhựa
Đối tượng làm các loại văn bằng giả chỉ cần vào các trang diễn đàn tìm hiểu các cách dạy làm giấy tờ giả. Sau đó, với các thiết bị cần thiết như máy vi tính, máy in màu, máy scan, máy khắc dấu, máy ép plastic… chỉ cần thời gian ngắn mày mò, học cách sử dụng là có thể vẽ được hình dấu tròn theo mẫu bằng kích cỡ hình dấu cần làm giả. Sau đó với máy tính được kết nối với máy khắc dấu lazer sẽ cho ra con dấu được khắc bằng cao su.
Các phôi văn bằng giả cũng được làm bằng phương pháp tương tự. Chỉ cần scan từ các mẫu văn bằng, chứng thật chỉ rồi dùng phần mềm vi tính xử lý các chi tiết, hoa văn, nội dung trên văn bằng cho sắc nét rồi đặt lệnh trên máy tính kết nối với máy in màu tự động sẽ in ra phôi bằng, chứng chỉ giả trên bìa cứng. Sau đó đánh máy thông tin cá nhân của khách hàng rồi in vào phôi, dùng con dấu chữ ký giả, dấu tròn giả đóng trực tiếp lên văn bằng giả.

### Cách thức, quá trình thực hiện
Sử dụng phương thức scan lại mẫu bằng, chữ ký người đứng đầu của các trường đại học danh tiếng, sau đó chúng chế tạo phôi, dán tem chống hàng giả mua trên thị trường Phôi bằng các trường nhận về đều có số xêri, có ghi chép đầy đủ. Trường hợp phôi in bị hư trường vẫn phải lưu lại, sau một thời gian mới lập hội đồng hủy phôi bằng. Ngay cả trường hợp phôi bằng thật lọt ra ngoài thì bằng đó phải do một trường ĐH nào đó cấp.
Các đối tượng làm giả chuyên nghiệp hiện nay thường không sử dụng phương pháp làm giả "truyền thống" (coppy scan từ hình dấu thật rồi in màu kỹ thuật số) vì cách này dễ bị phát hiện bằng mắt thường do không tạo được vết hằn chữ ký trên bản in và mực không đồng màu như đóng dấu.  Thay vào đó, toàn bộ hình dấu và chữ ký được các đối tượng tạo ra từ hình dấu giả qua phương pháp khắc dấu lazer. Các hình dấu làm bằng phương pháp này khi sử dụng đóng trực tiếp trên văn bản rất sắc nét, khó phân biệt được bằng mắt thường do mực in đều, đồng màu. Phông chữ và kích cỡ trên con dấu được chỉnh sửa bằng phần mềm vẽ kỹ thuật số trên máy vi tính nên cho độ chính xác cao, giống với con dấu thật khiến cho việc phát hiện ngày càng khó khăn hơn. Do việc làm bằng giả tinh vi như vậy nên rất khó phát hiện bằng mắt thường, gây khó khăn trong việc xác minh. Những trường hợp này chỉ có thể phát hiện khi đối chiếu với hồ sơ gốc, danh sách sinh viên đã tốt nghiệp

## Hậu quả

### Theo số liệu
Theo Bộ GD&ĐT, tính đến đầu năm 2001, đã phát hiện hơn 3.000 trường hợp sử dụng văn bằng bất hợp pháp, trong đó có hơn 1.000 công chức bị phát hiện dùng bằng giả. Theo số liệu của Sở GD-ĐT Sóc Trăng năm 2011, toàn tỉnh có đến 284 cán bộ sử dụng bằng giả, trong đó có 107 viên chức ngành giáo dục.

### Trong xã hội
Bằng giả trong lĩnh vực y tế rất nguy hiểm. Bởi để hành nghề trong lĩnh vực này, người làm cần được đào tạo bài bản từ lý thuyết đến thực tiễn. Sinh mạng người bệnh được gửi gắm nhiều khi chỉ là một bác sĩ, y sĩ. Nếu không có chuyên môn, hoặc chuyên môn yếu thì sẽ nguy hiểm trực tiếp đến tính mạng người khác
Vẫn biết bằng cấp sinh ra là thước đo đánh giá năng lực học vấn. Thế nhưng, nạn bằng giả khiến hiện nay thước đo đó bị biến dạng và không còn chuẩn xác. Những người dùng bằng giả đó để thăng quan tiến chức, nhanh chóng có địa vị, rồi tham gia vào guồng máy quản lý các hoạt động kinh tế - xã hội thì không biết hệ lụy sẽ ghê gớm như thế nào. Điều này có thể dẫn đến xu hướng làm cho xã hội mất lòng tin vào bằng cấp, đe dọa sự phát triển lành mạnh của xã hội.

### Sự lừa đảo tinh vi
Cá nhân có nguyện vọng làm bằng giả thường lên mạng tìm kiếm và liên lạc với "cò" làm bằng qua điện thoại. Sau khi thống nhất, cá nhân đó nộp một nửa khoản tiền chuyển qua tài khoản cho đối tượng làm bằng giả. Trong khoảng thời gian 3 đến 4 ngày vì nhiều hình thức mà đối tượng tìm đủ mọi cách để lấy nốt số tiền của cá nhân. Như vậy, cá nhân bị các đối tượng đó lừa đảo mà không liên lạc được và bị mất tiền oan hoặc khi nhận bằng qua bưu điện thường là bằng không chất lượng.
| “                                                       | Việc các đối tượng rao bán bằng giả trên mạng với chất lượng bằng thật 100% là lừa đảo, không có thật. Việc quản lý phôi bằng cấp cho thí sinh tốt nghiệp được tiến hành rất chặt chẽ từ Bộ GD&ĐT cho đến nhà trường, không bao giờ có chuyện lọt phôi bằng ra ngoài. | ” |
| — PGS.TS, Hiệu trưởng trường ĐH KHXH & NV - ĐHQG TP.HCM | |   |

## Biện pháp ngăn chặn
Ngành giáo dục cần đổi mới mạnh mẽ kiểm tra đánh giá, đặc biệt là đánh giá chất lượng đầu ra để đảm bảo tính chính xác, công bằng, khách quan và cho ra trường những người lao động có chất lượng. Ngành giáo dục cần xây dựng lại quy chế cũng như vận dụng các phương pháp và công cụ kiểm tra đánh giá hiện đại để đảm bảo chất lượng đầu ra cho nhà nước và cho xã hội
Nhà nước trung ương cũng như địa phương phải đứng ra chủ trì xây dựng kế hoạch phát triển nhân lực các ngành nghề và trình độ trong từng kế hoạch 5 năm để làm căn cứ cho các trường tuyển sinh hàng năm cho phù hợp với nhu cầu phát triển nhân lực của cả nước cũng như của từng địa phương. Chất lượng đào tạo không đáp ứng được nhu cầu của các doanh nghiệp thì họ sẽ không tuyển dụng. Cơ quan quản lý nhà nước về đào tạo cần quản lý và điều chỉnh cơ cấu ngành nghề đào tạo kịp thời để đào tạo đáp ứng nhu cầu phát triển nhân lực của xã hội và để giảm tỉ lệ HS/SV tốt nghiệp không tìm được việc làm.
Quy trình cấp phát phôi bằng tại các trường Đại học, cao đẳng cần phải chặt chẽ hơn, không thể phát phôi bằng một cách tùy ý. Ngoài ra các trường cần phải có hồ sơ lưu, giấy tờ lưu, hồ sơ ra trường cần phải có bảng điểm rõ ràng, và phải công khai danh sách các sinh viên tốt nghiệp, được cấp bằng lên website.
Các cơ quan quản lý Nhà nước cần phải quản lý chặt chẽ hơn trong vấn đề giáo dục, từ khâu tuyển dụng, đào tạo, cấp văn bằng, chứng chỉ và phải xử lý thật nghiêm các trường hợp vi phạm để làm gương.
Phải tiến hành công khai danh sách học sinh, sinh viên của mình tốt nghiệp phổ thông, thạc sĩ, tiến sĩ trên phương tiện đại chúng. Theo đó, các cơ quan quản lý sử dụng lao động sẽ có điều kiện để kiểm tra đối chiếu
Nếu chúng ta có cách tuyển dụng minh bạch hơn, mọi ứng viên tham gia đều có cơ hội như nhau, có hội đồng tuyển công tâm với những tiêu chí rõ ràng thì nhiều người giỏi sẽ có cơ hội. Người giỏi về công việc cần tuyển, chứ không phải "giỏi lĩnh vực khác" hay là "giỏi toàn diện"
Phải có yêu cầu người nào sau này phát hiện có bằng giả phải bị hồi tố trách nhiệm cả về kinh tế và chính trị ngay từ khi được tuyển dụng
| “                                                             | Việc công bố công khai thông tin về văn bằng, chứng chỉ nhằm công khai, minh bạch hoạt động đào tạo và cấp văn bằng, chứng chỉ của cơ sở giáo dục, cơ quan quản lý giáo dục. Điều này cũng giúp các cơ quan, tổ chức, cá nhân kiểm tra, giám sát hoạt động cấp văn bằng, chứng chỉ một cách thuận lợi, hạn chế tình trạng gian lận và tiêu cực trong việc cấp văn bằng, chứng chỉ | ” |
| — Lê Thị Kim Dung- Vụ trưởng Vụ Pháp chế, Bộ Giáo dục Đào tạo | |   |

## Đánh giá
| “ | Tôi rất sửng sốt trước việc làm bằng giả tràn lan và công khai như hiện nay. Nguyên nhân có thể do đất nước ta đang chuyển mình thay đổi, từ nền kinh tế bao cấp, sang nền kinh tế tự chủ và thị trường nên những chuyện này có thể khó tránh khỏi. Tuy nhiên, để xảy ra tình trạng không thể kiểm soát nổi như hiện nay thì thật báo động. Làm bằng giả cũng giống như làm tiền giả, thậm chí còn nguy hiểm hơn rất nhiều lần. | ” |
| — PGS.TS Nguyễn Văn Nhã- Nguyên Trưởng ban Đào tạo ĐH Quốc gia Hà Nội, Hiệu trưởng trường ĐH Nguyễn Trãi | |   |

| “                                                               | Việc phân biệt bằng mắt thường rất khó nhận biết được bằng thật và bằng giả, bên cạnh đó, việc công chứng bằng cấp, cán bộ UBND cấp phường là có thể thực hiện nên rất dễ để lọt. Độ tinh xảo của chúng khá là tinh vi. Đây chính là kẽ hở cho những đối tượng làm giả. | ” |
| — Thượng tá Nguyễn Anh Tuấn – Phó trưởng công an quận Hoàn Kiếm | |   |

| “                  | Họ suy nghĩ cái gì cũng có thể mua bán được. Đã "mua" nhiều thứ rồi, cái gì cũng thấy dễ, còn bằng cấp để hợp thức hóa cái vỏ bọc thì có sao đâu? Ban đầu là mua chứng chỉ tin học, ngoại ngữ, sau đó đến bằng đại học rồi cả tiến sĩ. Toàn xã hội đâu đâu cũng cần bằng cấp, học hành thật thì lâu nên đi mua cho nhanh. | ” |
| — TS Hoàng Bùi Hải | |   |

| “                                             | Người học giả, bằng giả, học thật nhưng chất lượng giả chỉ có thể "chui" vào hệ thống công chức nhà nước, không vào được doanh nghiệp tư nhân, doanh nghiệp nước ngoài. | ” |
| — Phạm Vũ Luận, Bộ trưởng Bộ Giáo dục Đào tạo | |   |

| “                                                                                | Chỉ có cơ quan, doanh nghiệp nhà nước mới thu nhận những người dùng bằng giả hoặc bằng thật chất lượng giả, bởi nếu họ làm không hiệu quả, yếu kém, thua lỗ thì đã có nhà nước, nhân dân chịu. Theo ông, chính cơ chế tuyển dụng nặng về bằng cấp đã làm nản lòng nhiều người giỏi, tạo cơ hội cho nhiều người dùng bằng giả | ” |
| — TS.Nguyễn Văn Vịnh-nguyên phó viện trưởng Viện Nghiên cứu xã hội và Phát triển | |   |

| “                                                                      | Tỉ lệ bằng giả đã giảm so với trước đây nhưng vẫn còn. Việc làm bằng giả ngày càng tinh vi hơn nhưng với những người làm công tác cấp phát văn bằng, mỗi trường đều có những dấu hiệu riêng và có thể phát hiện bằng mắt thường. Nếu không, chỉ cần kiểm tra hồ sơ gốc là phát hiện ngay bằng thật hay giả. | ” |
| — ThS Nguyễn Ngọc Thái - cán bộ phòng đào tạo Trường ĐH Kinh tế TP.HCM | |   |